# شان آمد
شان آمد (انگلیسی: Shaun Came؛ زادهٔ ۱۵ ژوئن ۱۹۸۳) بازیکن فوتبال اهل بریتانیا است.
از باشگاه‌هایی که در آن بازی کرده‌است می‌توان به باشگاه فوتبال مکلسفیلد تاون و باشگاه فوتبال نورتویچ ویکتوریا اشاره کرد.